# Table des caractères Unicode/U1BC00
Cette page contient des caractères spéciaux ou non latins. S’ils s’affichent mal (▯, ?, etc.), consultez la page d’aide Unicode.
Table des caractères Unicode U+1BC70 à U+1BC9F (113 776 à 113 823 en décimal).

## Sténographie Duployé(Unicode 7.0)
Caractères utilisés pour la sténographie d’Émile Duployé, avec des différences d'usage entre le français, le roumain, la transcription des langues chinooks et les adaptations sténographiques de Pernin, Perrault et Sloan pour la transcription phonétique et l’étude de diverses langues sans tradition écrite, ou difficiles à transcrire par des non-locuteurs ou des locuteurs peu initiés à l'écriture dans des systèmes traditionnels à la graphie complexe.
Ce bloc comprend des consonnes non jointives, des consonnes en ligne droite, des consonnes en ligne courbe (sans ou avec des signes diacritiques latéraux ou traversants), des consonnes en quart de cercle tracés de haut en bas, des consonnes en quart de cercle tracés de bas en haut, des voyelles en cercle, des voyelles en demi-cercle, des voyelles obliques, des voyelles en quart de cercle, d’autres voyelles ovales ou spirales, des voyelles en cercle pointé, des voyelles composées, des voyelles nasales de base, des voyelles nasales supplémentaires. Il comprend ensuite des affixes attachés (dans les glyphes présentés pour les caractères isolés, les points pour ces affixes montrent la position sur le glyphe de base auquel ils s’attachent et leur orientation relative par rapport à lui ; ces points ne sont pas restitués de façon visible), des affixes suscrits et des affixes souscrits. S’y ajoutent un signe spécial pour le chinook, un caractère de contrôle de forme (qui désigne un signe ayant la forme d’un R et qui permet au caractère Duployé qui le précède d’être restitué en gras ; le glyphe présenté dans le tableau pour le caractère isolé est arbitraire et n’est pas restitué de manière visible), une marque double utilisée en roumain et sténographie de Sloan (les pointillés du glyphe affiché pour le caractère isolé montrent la position du signe par rapport au glyphe de base auquel il est attaché et son orientation par rapport lui ; ces points ne sont pas restitués de façon visible) et un signe de ponctuation pour le chinook.

### Table des caractères
| en fr   | 0 | 1 | 2 | 3 | 4 | 5 | 6 | 7 | 8 | 9 | A | B | C | D       | E | F |
| ------- | - | - | - | - | - | - | - | - | - | - | - | - | - | ------- | - | - |
| U+1BC00 | 𛰀 | 𛰁 | 𛰂 | 𛰃 | 𛰄 | 𛰅 | 𛰆 | 𛰇 | 𛰈 | 𛰉 | 𛰊 | 𛰋 | 𛰌 | 𛰍       | 𛰎 | 𛰏 |
| U+1BC10 | 𛰐 | 𛰑 | 𛰒 | 𛰓 | 𛰔 | 𛰕 | 𛰖 | 𛰗 | 𛰘 | 𛰙 | 𛰚 | 𛰛 | 𛰜 | 𛰝       | 𛰞 | 𛰟 |
| U+1BC20 | 𛰠 | 𛰡 | 𛰢 | 𛰣 | 𛰤 | 𛰥 | 𛰦 | 𛰧 | 𛰨 | 𛰩 | 𛰪 | 𛰫 | 𛰬 | 𛰭       | 𛰮 | 𛰯 |
| U+1BC30 | 𛰰 | 𛰱 | 𛰲 | 𛰳 | 𛰴 | 𛰵 | 𛰶 | 𛰷 | 𛰸 | 𛰹 | 𛰺 | 𛰻 | 𛰼 | 𛰽       | 𛰾 | 𛰿 |
| U+1BC40 | 𛱀 | 𛱁 | 𛱂 | 𛱃 | 𛱄 | 𛱅 | 𛱆 | 𛱇 | 𛱈 | 𛱉 | 𛱊 | 𛱋 | 𛱌 | 𛱍       | 𛱎 | 𛱏 |
| U+1BC50 | 𛱐 | 𛱑 | 𛱒 | 𛱓 | 𛱔 | 𛱕 | 𛱖 | 𛱗 | 𛱘 | 𛱙 | 𛱚 | 𛱛 | 𛱜 | 𛱝       | 𛱞 | 𛱟 |
| U+1BC60 | 𛱠 | 𛱡 | 𛱢 | 𛱣 | 𛱤 | 𛱥 | 𛱦 | 𛱧 | 𛱨 | 𛱩 | 𛱪 |   |   |         |   |   |
| U+1BC70 | 𛱰 | 𛱱 | 𛱲 | 𛱳 | 𛱴 | 𛱵 | 𛱶 | 𛱷 | 𛱸 | 𛱹 | 𛱺 | 𛱻 | 𛱼 |         |   |   |
| U+1BC80 | 𛲀 | 𛲁 | 𛲂 | 𛲃 | 𛲄 | 𛲅 | 𛲆 | 𛲇 | 𛲈 |   |   |   |   |         |   |   |
| U+1BC90 | 𛲐 | 𛲑 | 𛲒 | 𛲓 | 𛲔 | 𛲕 | 𛲖 | 𛲗 | 𛲘 | 𛲙 |   |   | 𛲜 | D T L S | 𛲞  | 𛲟 |